# Spermezeu
Spermezeu là một xã thuộc hạt Bistrița-Năsăud, România. Dân số thời điểm năm 2002 là 2610 người.